# Helvibotys
Helvibotys és un gènere d'arnes de la família Crambidae.

## Taxonomia
- Helvibotys freemani
- Helvibotys helvialis (Walker, 1859)
- Helvibotys pseudohelvialis
- Helvibotys pucilla
- Helvibotys sinaloensis